# Château de Bensberg
Le château de Bensberg (en allemand : Schloss Bensberg) est un ancien pavillon de chasse construit au début du XVIIIe siècle, aujourd'hui utilisé comme hôtel, situé dans le quartier de Bensberg à Bergisch Gladbach dans le pays de Berg en Rhénanie-du-Nord-Westphalie en Allemagne.

## Pavillon de chasse de Bensberg
Jean-Guillaume II charge le comte Matteo Alberti (de) en 1703 de construire un nouveau château de style baroque. L'axe central du complexe de bâtiments est aligné exactement avec la cathédrale de Cologne.

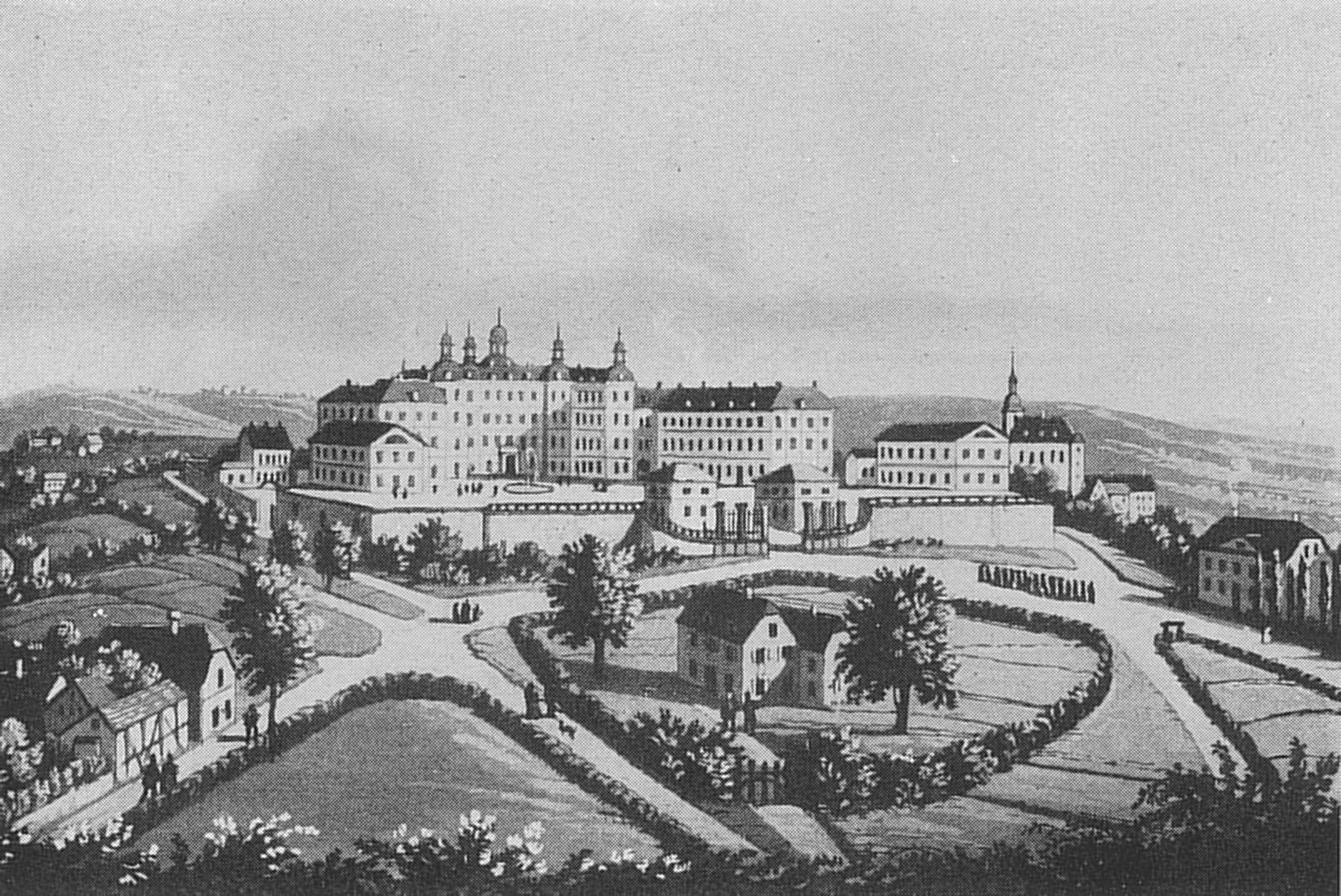
Château de Bensberg au XIXe siècle

Jean-Guillaume ne vit pas l'achèvement de son pavillon de chasse représentatif de Bergisch. À sa mort en 1716, le déclin du palais princier se fait déjà sentir. Les souverains suivants résident davantage dans le Palatinat que dans le duché de Berg et visitent rarement le palais.

## Changements d'affectation

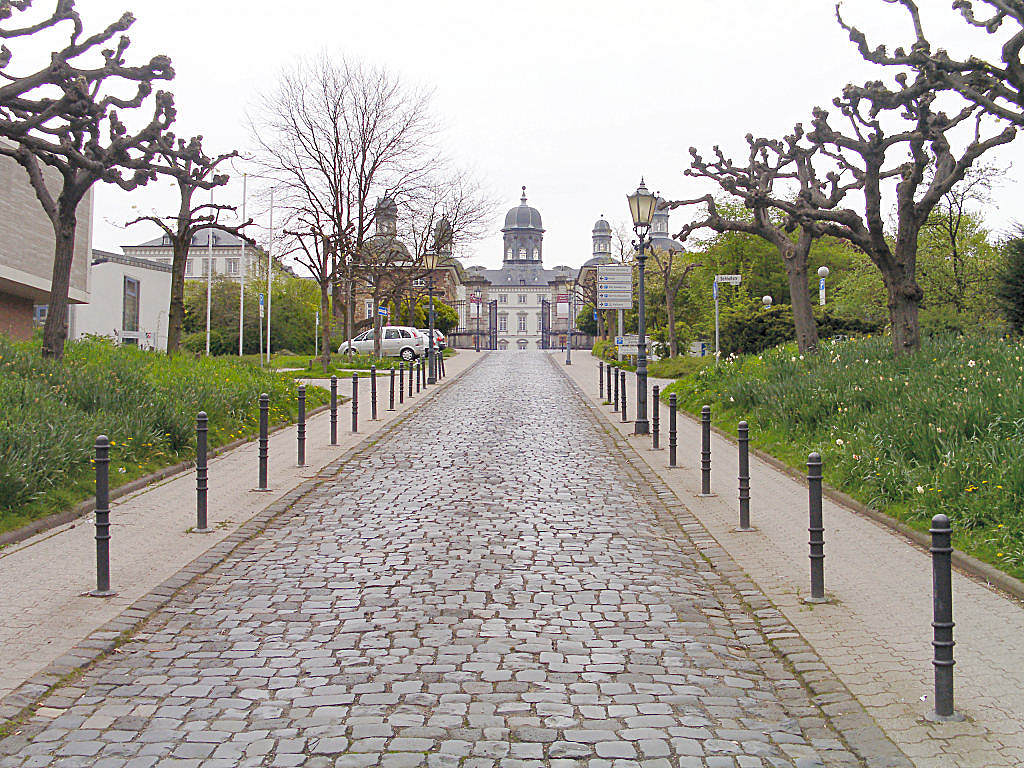
Allée

Au début des guerres napoléoniennes, des escarmouches éclatent entre l'armée révolutionnaire française et les régiments autrichiens lors de la bataille de Jemappes en 1792. Malgré l'opposition de la comtesse Helena Theresia Moureaux, un hôpital de campagne est installé au château de Bensberg en janvier 1793, qui doit par la suite accueillir les blessés. Il est placé sous l'autorité du commandant de la ville de Cologne. Il est toujours difficile de faire venir les objets d'aménagement nécessaires, la paille pour le stockage des blessés et le bois de chauffage. Il y a aussi régulièrement des pénuries de nourriture. De plus, les conditions d'hygiène sont extrêmement mauvaises. C'est ainsi que le typhus se déclare pour la première fois en mars 1793 et fait de nombreuses victimes. Afin d'éviter que l'épidémie ne se propage, on descend les cadavres par le chemin le plus rapide avec des charrettes dans la vallée de Milchborn (de) et enterrés dans de grandes fosses communes. En 1813, les Français installent également un hôpital militaire au château de Bensberg. Le typhus se déclare également chez eux, ce qui entraîne de nombreux décès qui sont également enterrés dans la vallée de Milchborn, à proximité des tombes impériales. Avec le cimetière impérial (de) et le cimetière français (de), on érige des monuments commémoratifs pour les soldats morts dans la vallée du Milchborn.

### Usage militaire

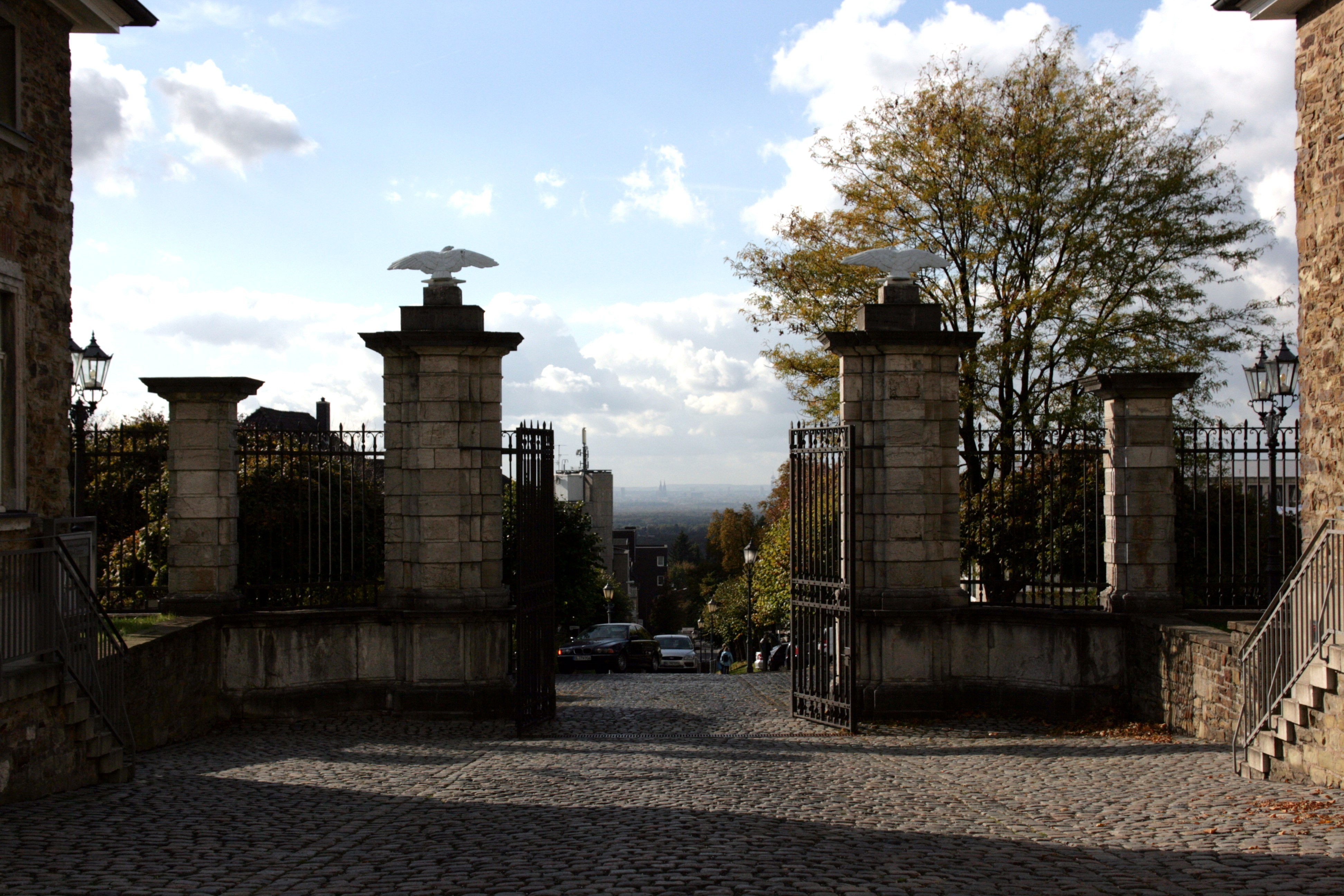
Alignement axial avec la cathédrale de Cologne

De 1840 à 1918, le château a servi d'école prussienne pour les cadets,. Après la Première Guerre mondiale, des casernes sont aménagées pour les troupes d'occupation. Ensuite, à partir de 1922, le château, qui a entre-temps grand besoin d'être rénové, n'a plus d'utilisation adéquate. Certaines parties de l'immense bâtiment sont longtemps utilisées par l'administration municipale de Bensberg et l'église évangélique. Ensuite, jusqu'à 41 familles sans abri y sont temporairement hébergées. De 1935 à 1945, les nationaux-socialistes y installent une institution nationale d'enseignement politique (abréviation officielle : NPEA, populairement connue sous le nom de NAPOLA). Après 1945, il est d'abord utilisé par les troupes d'occupation américaines, anglaises et, à partir de 1946, belges. De 1965 à 1997, il sert de siège au lycée belge Koninklijk Atheneum Bensberg  .

### Utilisation hôtelière
En 1997, le bâtiment est transformé en hôtel. Le propriétaire est Generali Deutschland Lebensversicherung AG et l'exploitant est le groupe Althoff Hotels. Il dispose de 84 chambres ainsi que de 36 suites et de trois restaurants, dont le restaurant deux étoiles Vendôme, dirigé par Joachim Wissler (de).

## Protection du patrimoine
Le château de Bensberg est inscrit le 30 juin 1988 sous le no 136 dans la liste des monuments historiques de Bergisch Gladbach.

## Trésors d'art du château
Les scènes de chasse de Jan Weenix se trouvent désormais à l'Alte Pinakothek de Munich. Des papiers peints en soie et d'autres peintures se trouvent maintenant au château d'Augustusburg à Brühl.

## Sentiers de randonnée

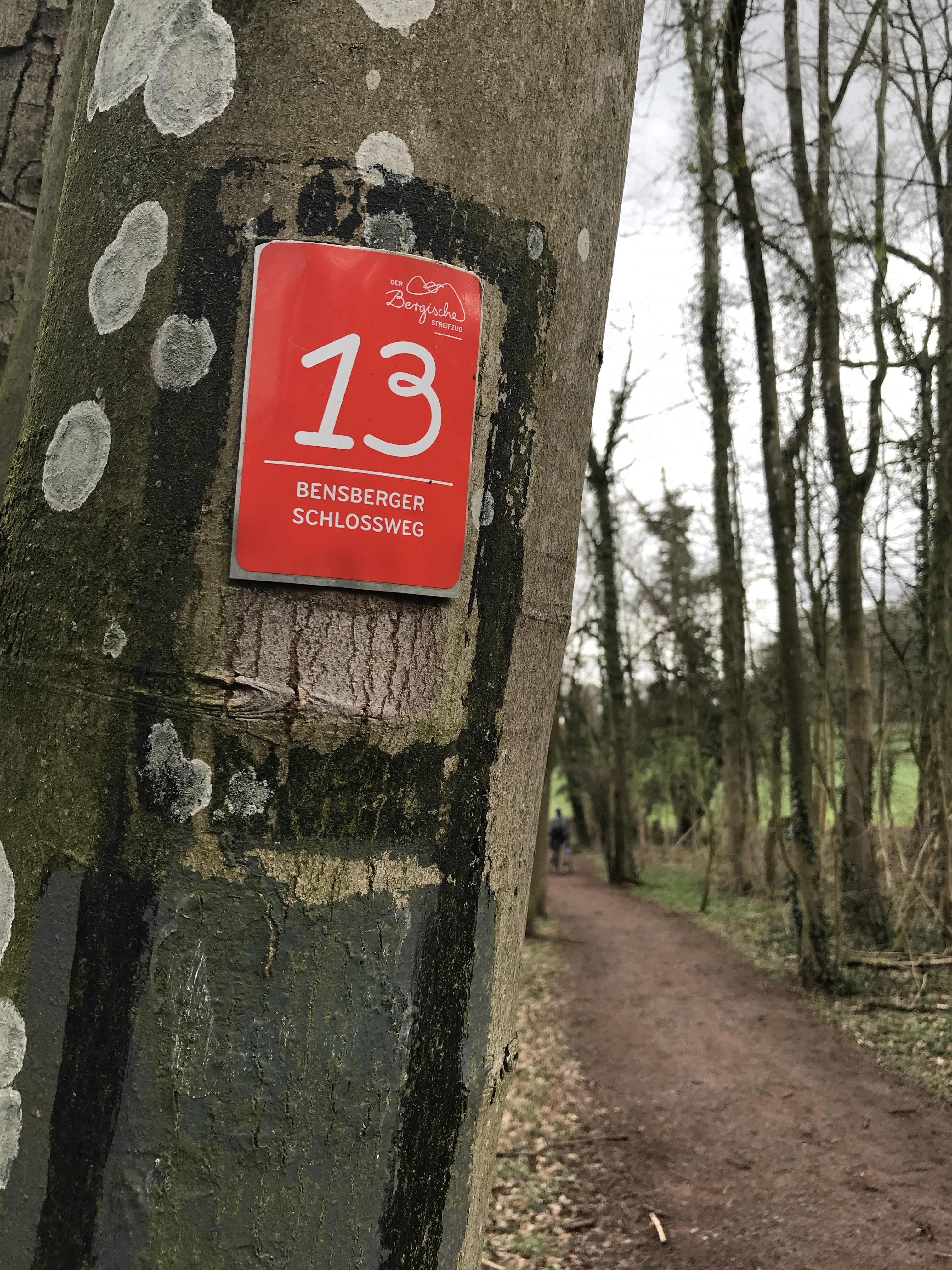
Chemin du château de Bensberg.

Le sentier de randonnée circulaire du château de Bensberg (Bergischer Streifzug no 13) commence et se termine au château de Bensberg. Le sentier de randonnée premium de 9,3 km de long reçoit un financement de l'Union Européenne et de la Rhénanie-du-Nord-Westphalie.